# World of Warplanes
World of Warplanes est un jeu vidéo en ligne de guerre et de simulation de vol basé sur des avions datant de 1930 à 1950. Il a été annoncé par Wargaming.net le 7 juin 2011 à l'Electronic Entertainment Expo.

## Développement
En juin 2011, Wargaming.net annonce le jeu World of Warplanes et publie un article sur le site de World of Tanks.
Début 2012, World of Warplanes entre en période de test alpha sur le serveur russe uniquement. Le jeu comptait à cette époque 3 arbres technologiques (allemand, américain et soviétique) et 2 cartes (Port, dont une petite partie reprend la carte homonyme de World of Tanks, et Novorossiisk). Le hangar n'existait pas encore, les avions étaient représentés en l'air, hélices tournantes, au beau milieu des nuages.
Le 23 février 2012, World of Warplanes entre en phase de test alpha mondial sur 3 serveurs : Russie (RU), Europe (UE) et Amérique du Nord (NA). La carte Pacifique est ajoutée lors de cette période, mais pour les avions de rang VI à X uniquement. Le premier hangar au sol et les bombes font également leur apparition, complétant les roquettes déjà disponibles.
Le 30 mai 2012, le jeu est entré en bêta test fermé. Durant cette période, la carte Parc National est ajoutée, la DCA de haute altitude est implémentée. Par ailleurs, les avions se sont dotés de différents éléments à rechercher et les bombes et roquettes prirent part aux caractéristiques de manœuvrabilité des avions.
À l'automne 2012, 5 nouvelles cartes firent leur apparition : Phare, Plateau, Frontière Asiatique, Région Arctique et Baie. Les 2 premiers avions premium furent ajoutés : le Fw.56 allemand et le P-39Q soviétique. Le nombre illimité de munitions fut mis en place, ainsi que la possibilité de surchauffe des canons. L'arbre technologique japonais fut ajouté ainsi que des équipements et des consommables pour les avions. Le système de formation de l'équipage (via les compétences) vit le jour. Le système de comparaison des avions en amont d'une bataille fut ajouté.
Le 2 juillet 2013, World of Warplanes est entré en bêta test ouvert sur les serveurs d'Amérique du Nord et de Russie. Deux jours après, le bêta est ouvert sur le serveur européen. Des jetons sont utilisés comme remplacement temporaire de l'or avant la sortie officielle du jeu. Les cartes Fjord et Front de l'Est sont ajoutées. Les différents types de munitions font leur apparition, et l'arbre technologique britannique est ajouté. Le système d'entraînement destiné aux débutants voit le jour ainsi que le compte unifié Wargaming.net qui partage l'or et l'expérience libre entre World of Tanks et World of Warplanes.
Initialement prévu pour le 26 septembre le lancement de World of Warplanes en Europe est retardé jusqu'au 13 novembre 2013.

## Système de jeu
World of Warplanes est un jeu de simulation où chaque joueur a la possibilité de piloter un avion datant d'entre 1930 et 1950.

### Modes de jeu[8]
- Bataille standard : partie de PvP où deux équipes de 10 à 15 joueurs chacune sont réunies. Une équipe gagne si tous les appareils ennemis sont abattus ou par Suprématie, si l'équipe a remporté plus de points en détruisant des avions ou des cibles terrestres.
- Bataille aléatoire : La majorité des batailles aléatoires sont des batailles en 12vs12.
- Bataille classée : Les joueurs entrent dans la file d’attente pour une bataille classée individuellement et sont placés dans des équipes de façon aléatoire par le « Matchmaking », de façon similaire au « Matchmaking » des batailles aléatoires ; cependant, le « Matchmaking » des batailles classées groupent les joueurs de façon que les joueurs fassent équipe avec — et jouent contre — des joueurs de rang similaire.
- Bataille en coopération : Une équipe de joueurs s’allie contre une équipe de navires.
- Bataille solo : partie de PvE où le joueur est seul contre des avions gérés par l'ordinateur.
- Entrainement : le joueur doit atteindre des objectifs pour gagner.
- Entrainement par équipe : les joueurs doivent atteindre des objectifs pour gagner.
- Bataille de clans : Une équipe doit être formée au sein d’un clan par au moins un officier. Les joueurs sont confrontée à une équipe au classement similaire se trouvant également dans la file d’attente.
- Mission d’introduction : La mission présente les bases de l’artillerie, des manœuvres, de la capture de zones et de l’accomplissement d’objectifs. Elle peut être jouée à volonté jusqu'à ce que le joueur ait accompli 10 batailles de n’importe quel type.

### Nations
Le joueur a la possibilité de choisir entre plusieurs nations, chacune possédant ses propres caractéristiques et ses propres avions. À l'exception du Japon, chaque nation possède un arbre de compétences à deux branches (pour deux types d'avions différents). Un avion doit être totalement développé pour pouvoir accéder au suivant.